# Euthydemos I.

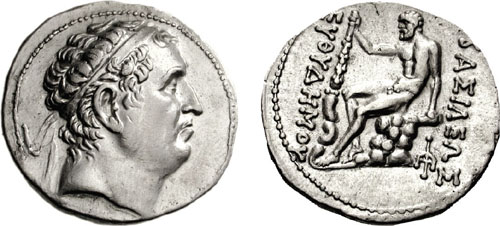
Münze von Euthydemos I.

Euthydemos I. (altgriechisch Εὐθύδημος Euthýdēmos) war ein König des griechisch-baktrischen Königreiches, der von ca. 235 bis 200 v. Chr. regierte.
Er stammte ursprünglich aus Magnesia, wobei unklar bleibt, aus welcher Stadt dieses Namens er wirklich kam. Euthydemos I. scheint seinen Vorgänger gewaltsam beseitigt zu haben, doch ist wenig über seine Regierungszeit bekannt, bis Antiochos III. ihn im Jahr 206 v. Chr. angriff und versuchte, die vormalige Provinz wieder in das Seleukidenreich einzugliedern. Der folgende Krieg dauerte drei Jahre und es wurde sogar die Hauptstadt Baktra belagert. Antiochos III. blieb jedoch erfolglos und es kam daraufhin zu Friedensverhandlungen, in deren Verlauf Euthydemos’ I. Sohn Demetrios sogar eine Tochter von Antiochos III. heiraten sollte.
Vielleicht aus der Umgebung von Ai Khanoum stammt ein Altar für Hestia, auf dem die Göttin gebeten wird, dem König und seinen Sohn Demetrios Schutz zu gewähren.
Euthydemos I. ist ansonsten hauptsächlich von seinen Münzen bekannt, die einerseits einen jungen, andererseits einen älteren Mann zeigen. Dies mag auf eine längere Regierungszeit deuten, es ist aber auch vermutet worden, dass es zwei Könige mit diesem Namen gab.